# Híres pécsiek listája
Ez a szócikk a híres pécsi embereket listázza, akik vagy Pécsett születtek vagy életük során huzamosabb ideig Pécsett éltek.

## Pécsett születtek

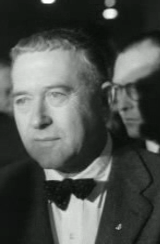
Breuer Marcell építész

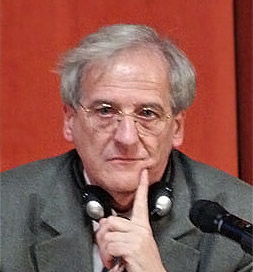
Sólyom László, Magyarország köztársasági elnöke 2005-2010 között

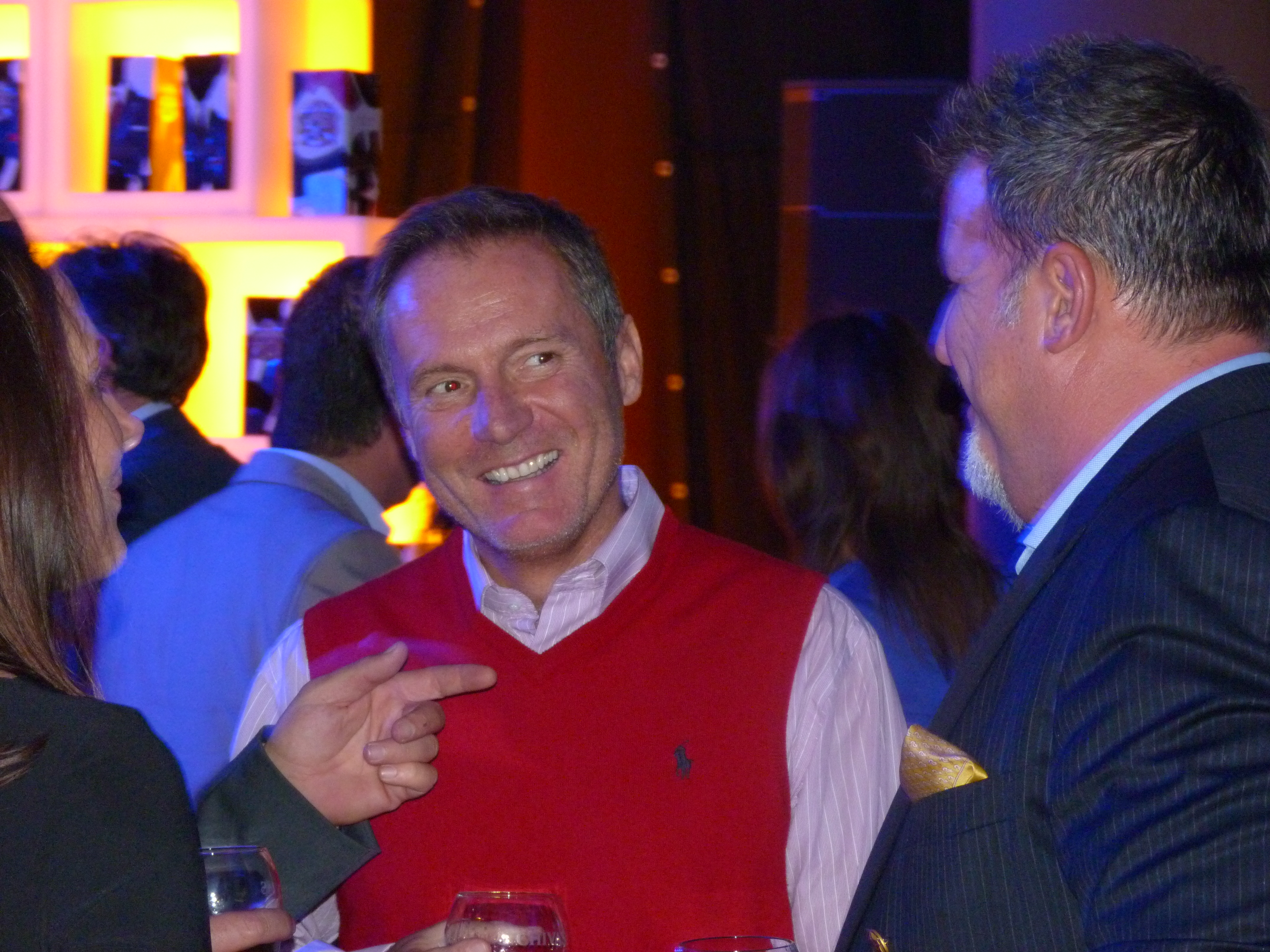
Frei Tamás újságíró (2013)

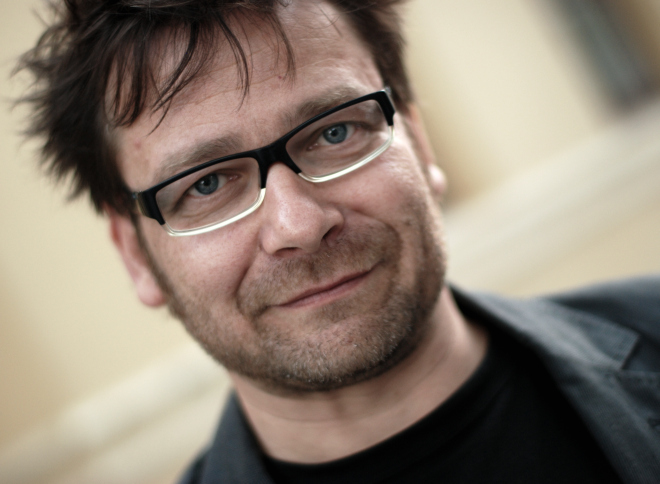
Lovasi András zenész

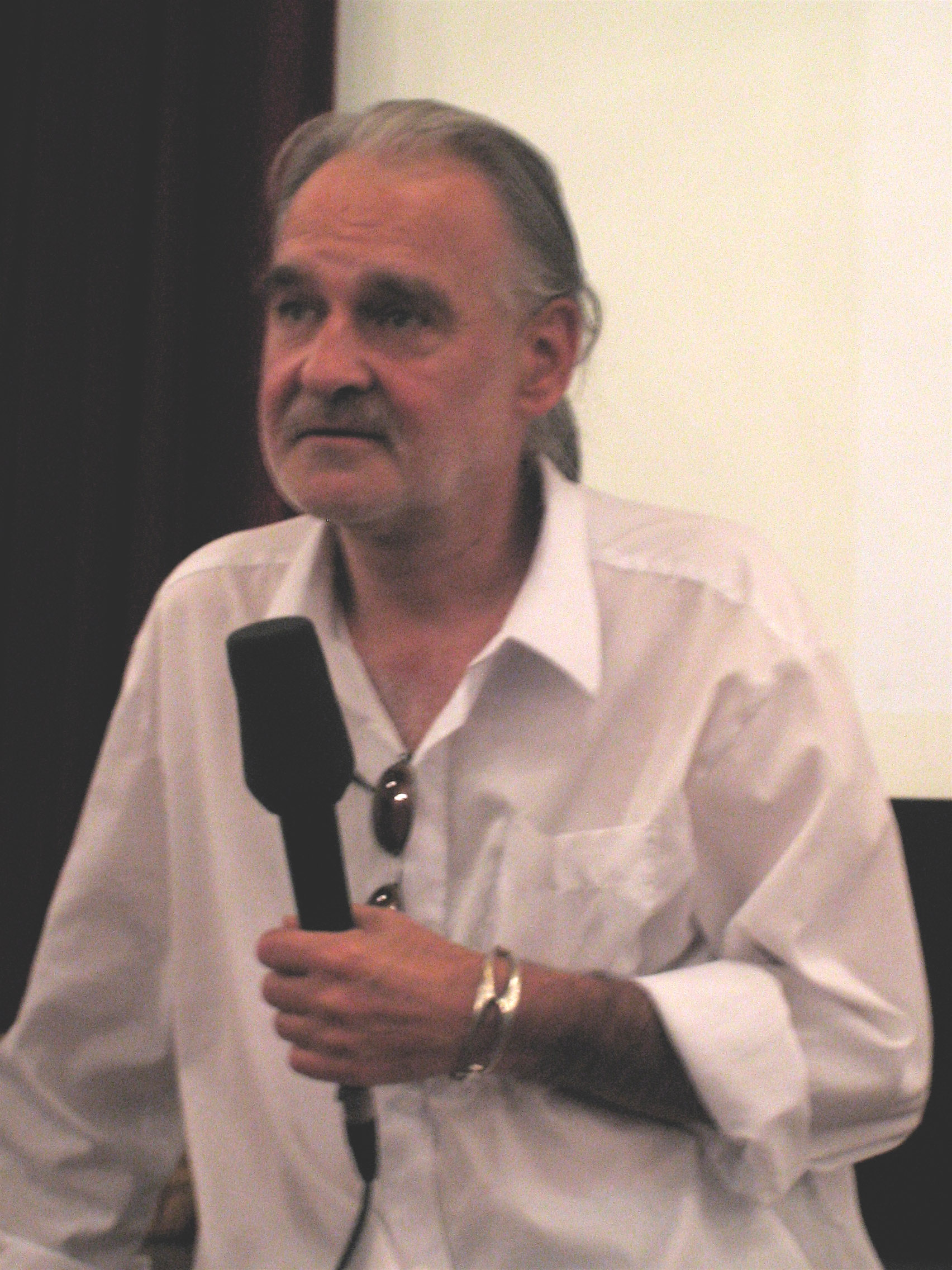
Tarr Béla filmrendező

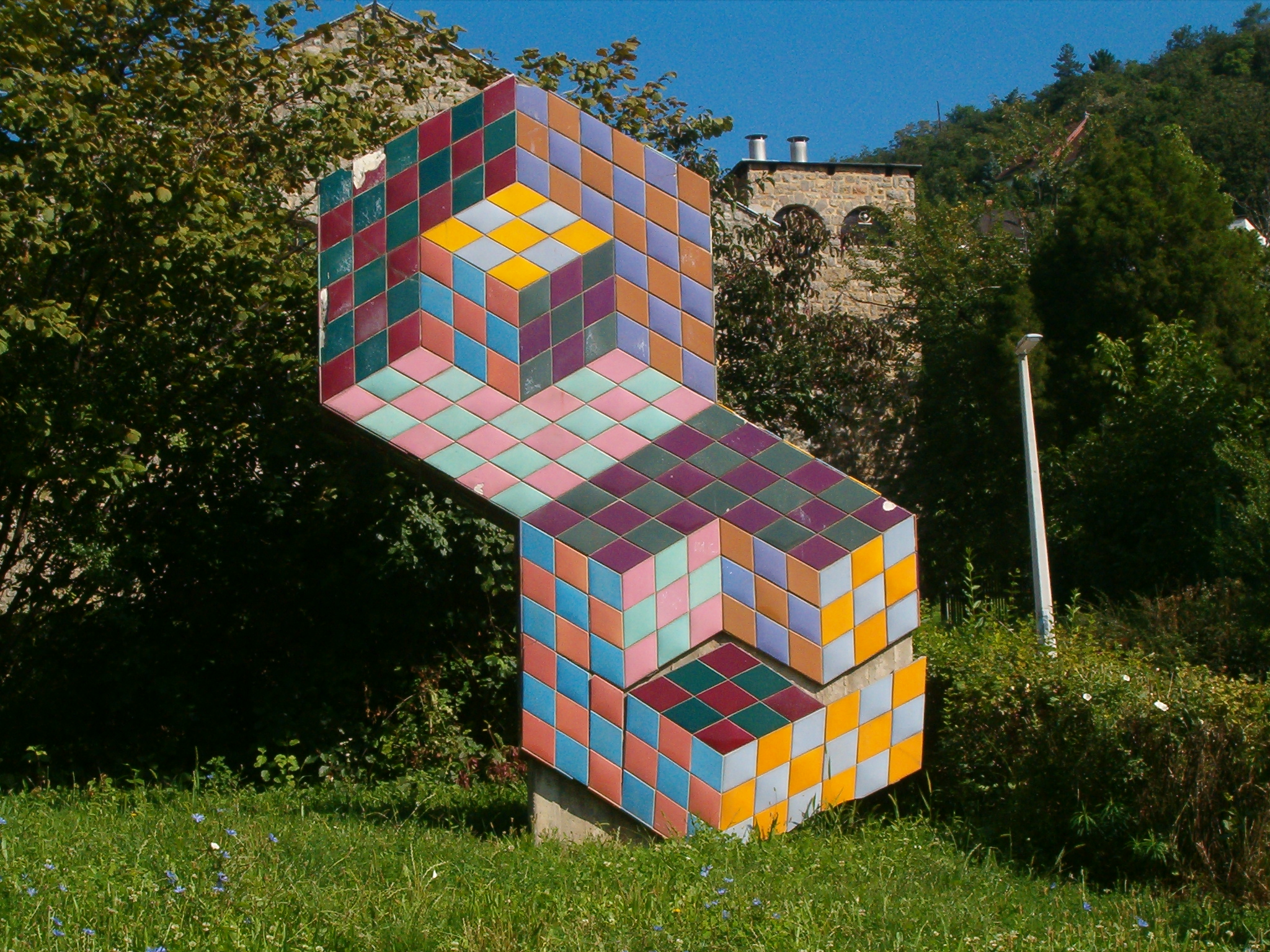
Victor Vasarely alkotása Pécsett

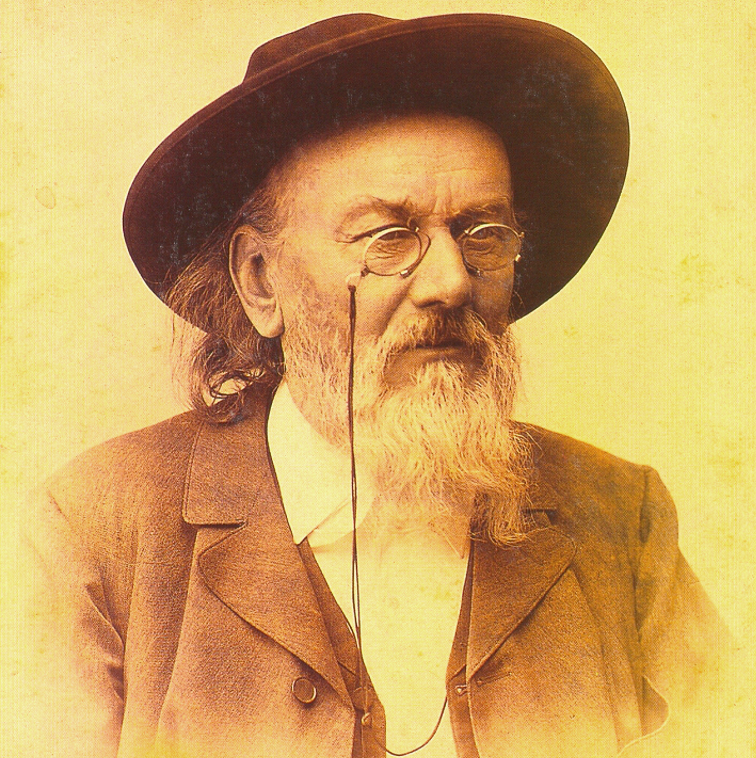
Zsolnay Vilmos keramikusművész

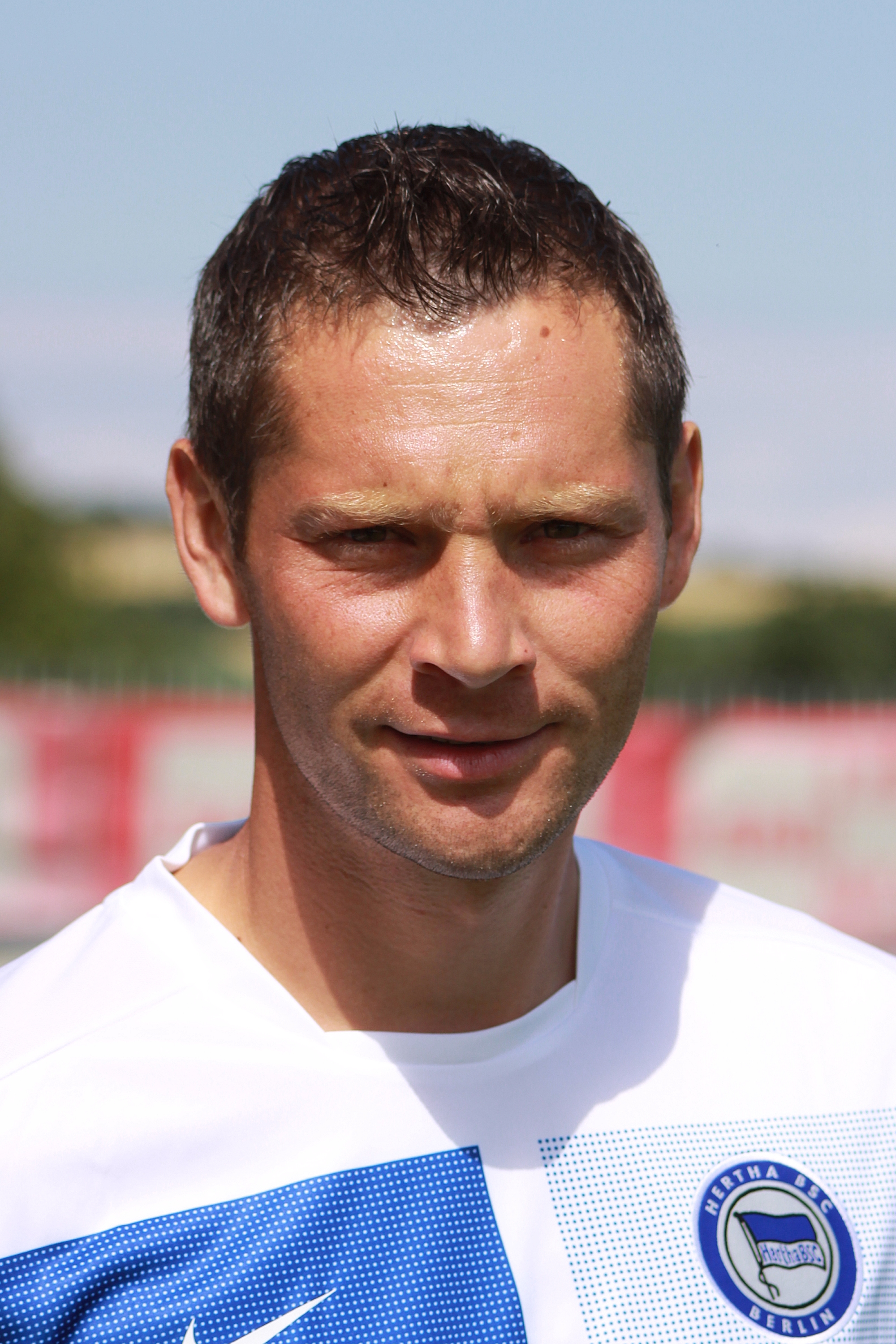
Dárdai Pál labdarúgó

Gera Zoltán labdarúgó

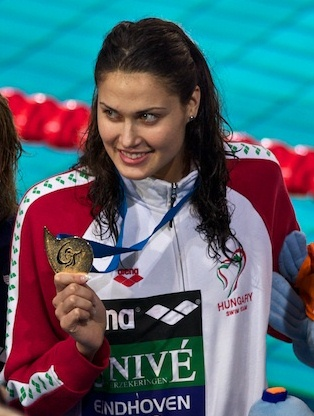
Jakabos Zsuzsanna

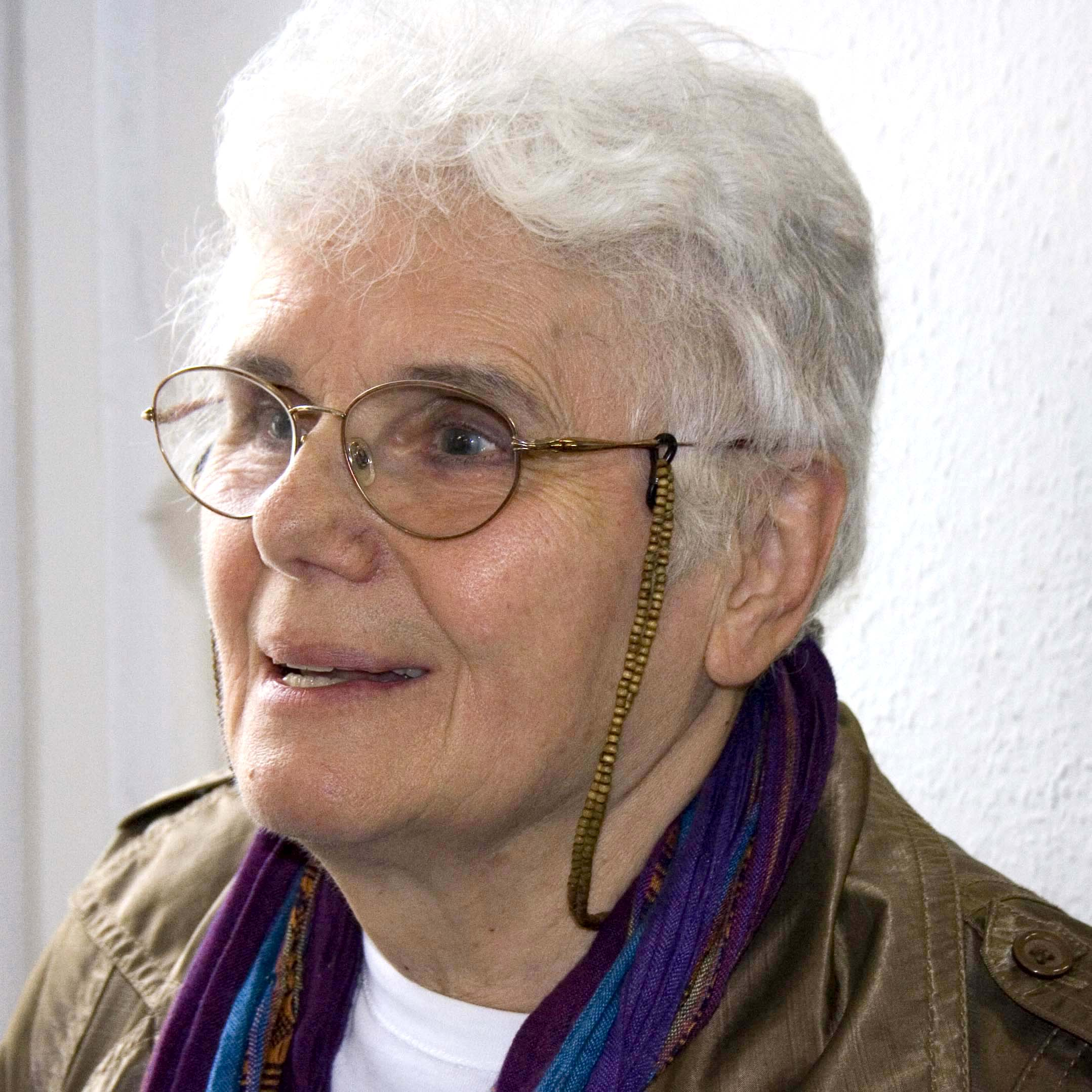
Keserü Ilona festőművész (2010)

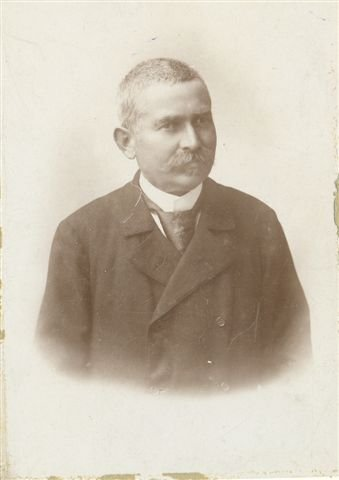
Hamerli János kesztyűgyáros

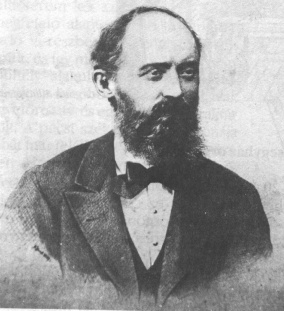
Angster József, az Angster orgonagyár alapítója

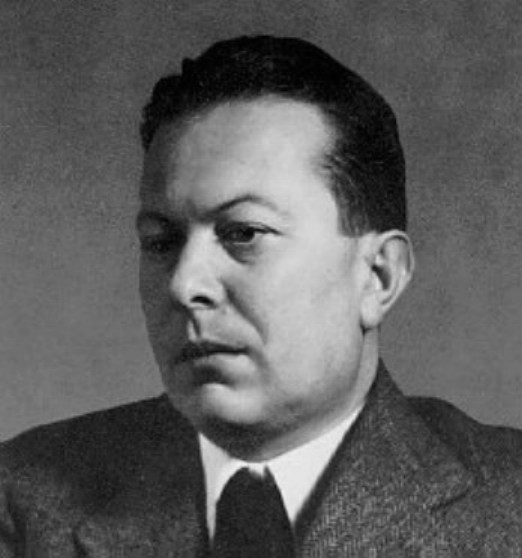
Molnár Farkas építész, festő

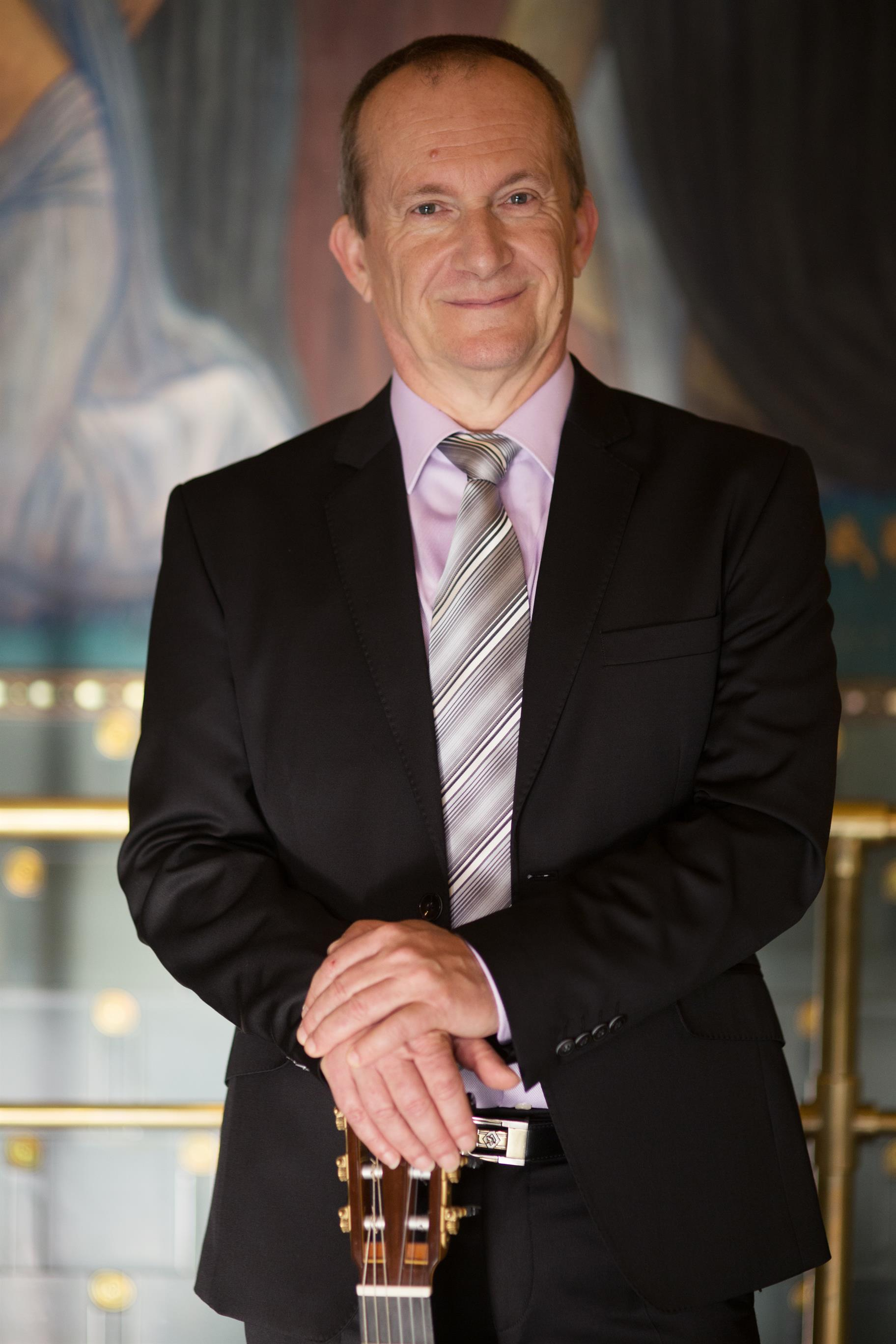
Eötvös József gitárművész, zeneszerző

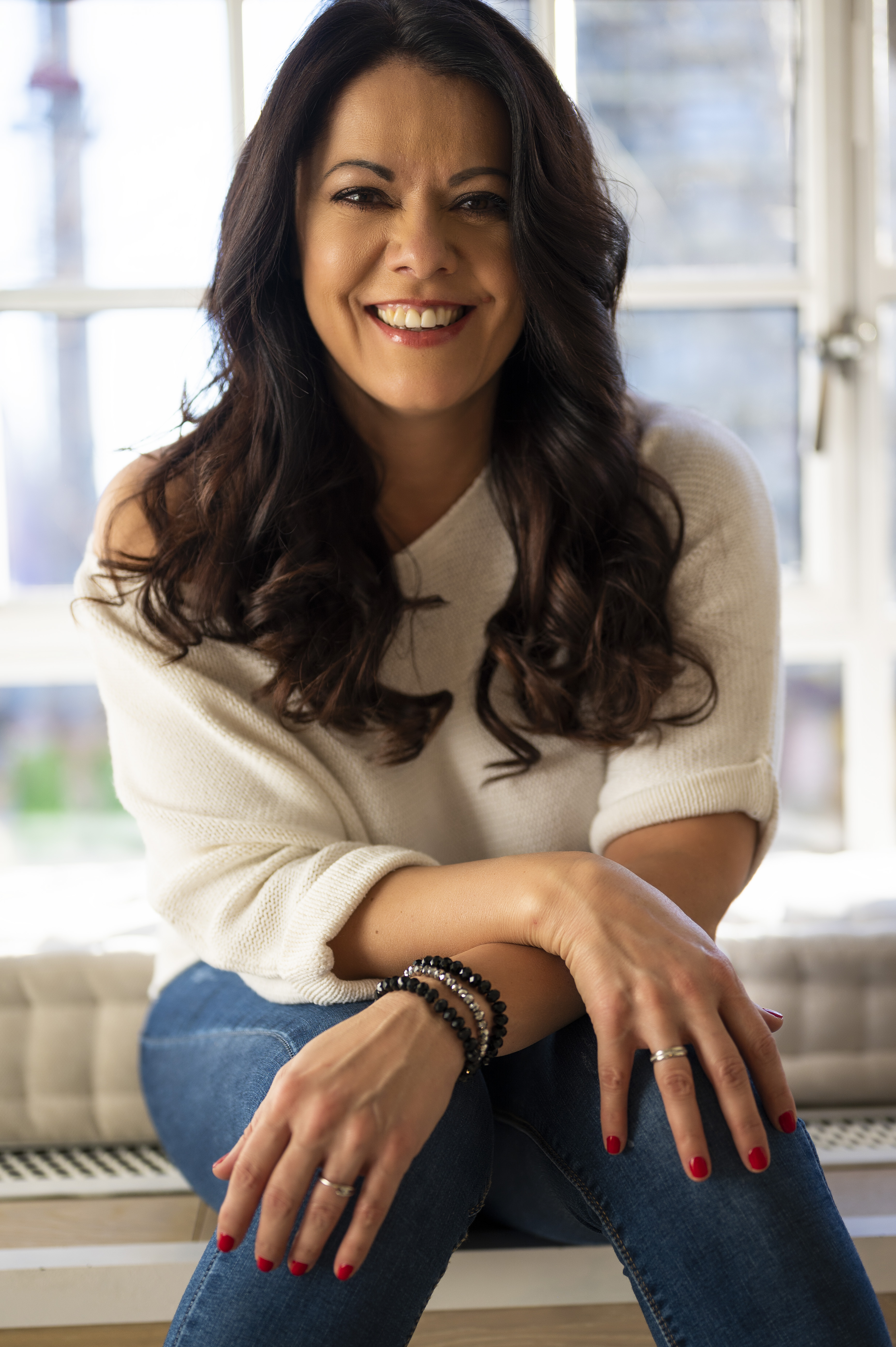
Szabó Mónika karmester

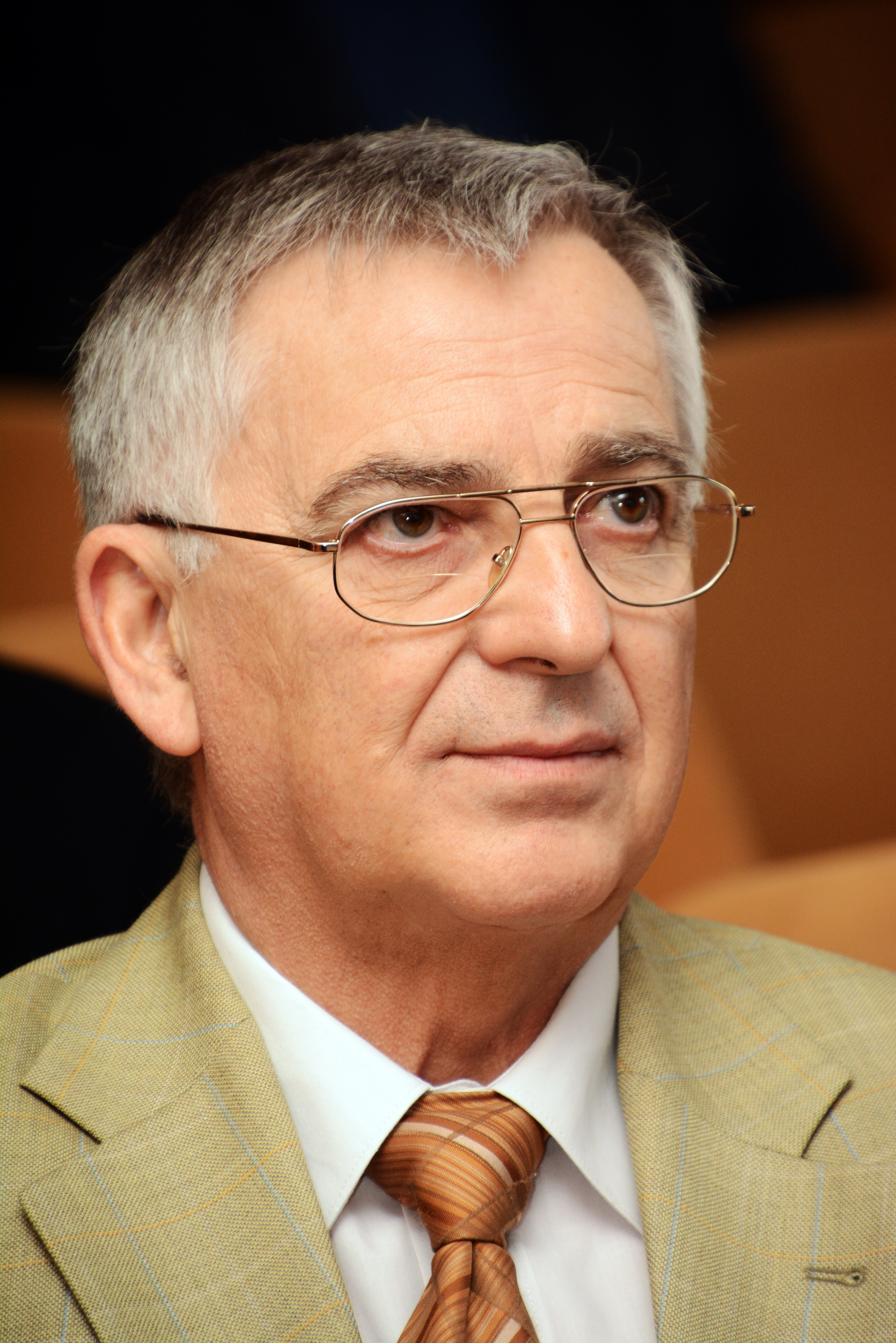
Lénárd László orvos, a Magyar Tudományos Akadémia rendes tagja

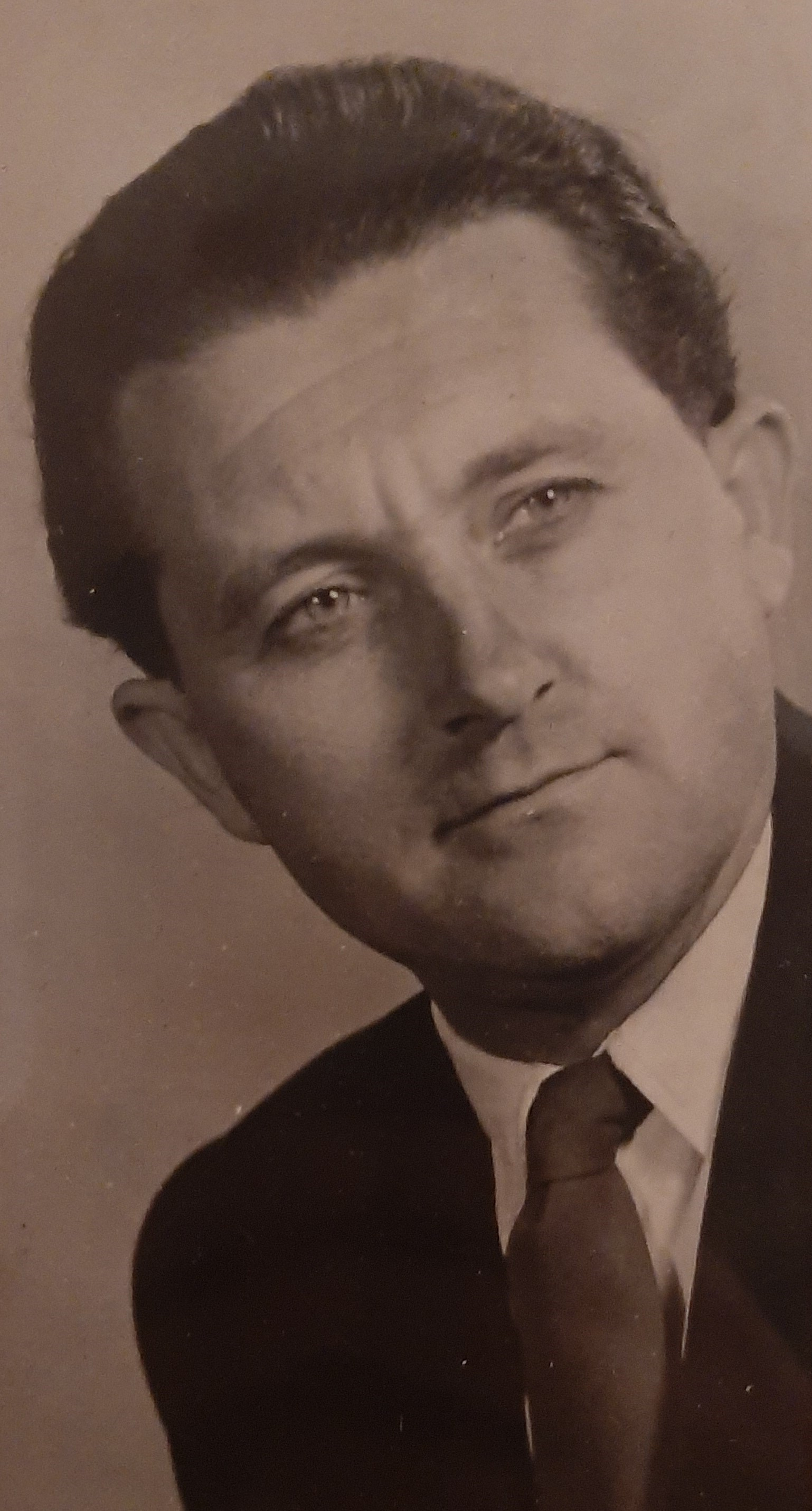
Rabb József magyarnóta-énekes

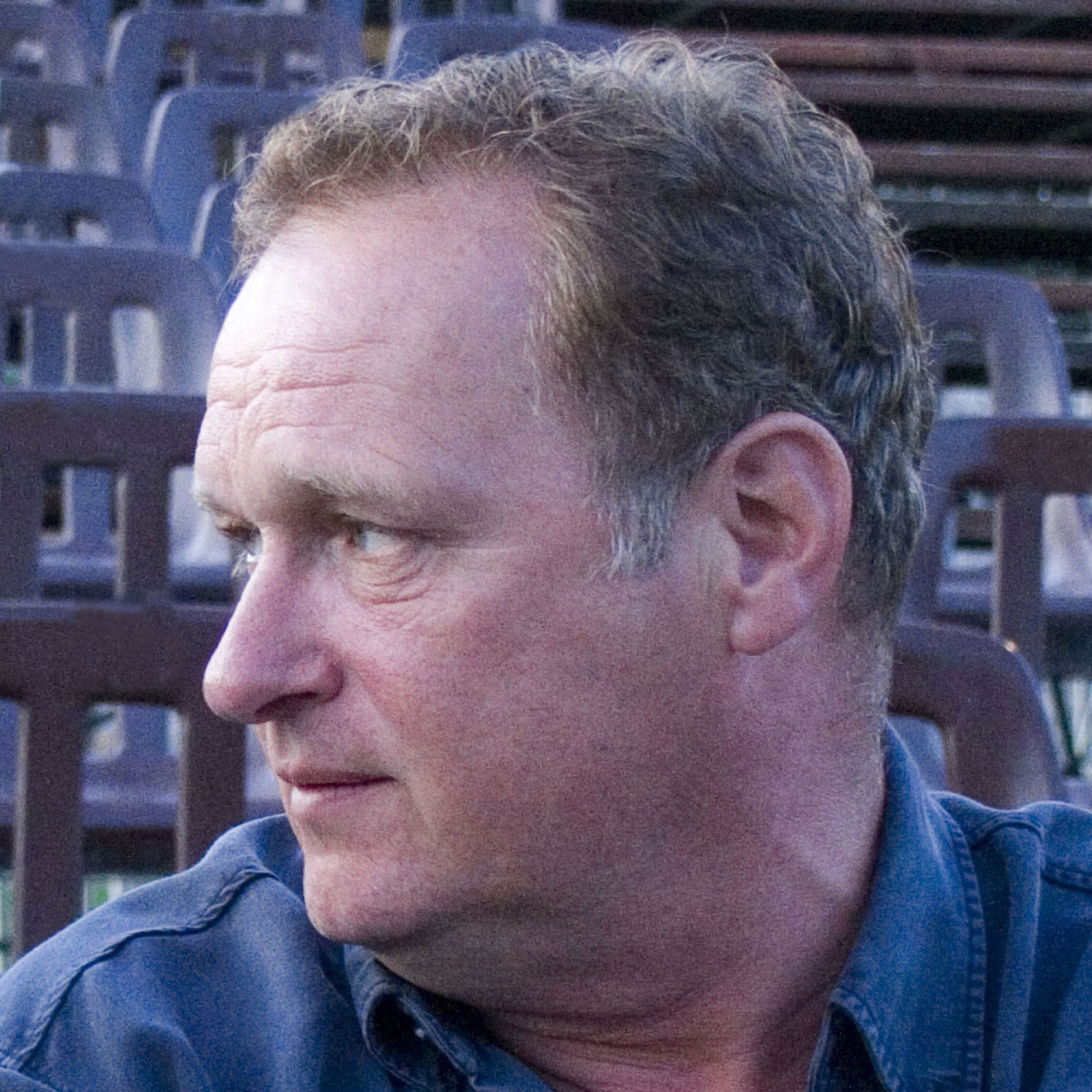
Balikó Tamás színész

### Tudomány
- Agócsy László zenepedagógus, karnagy, aki részt vett a Kodály-módszer gyakorlatba történő bevezetésében Pécsett
- Andretzky József levéltáros, geneaológus
- Bán Péter történész
- Boross László biokémikus, egyetemi tanár
- Breuer Marcell építész
- Dévényi Sándor Kossuth-díjas építész
- Dischka Győző Kossuth-díjas (1955) gépészmérnök
- Fejér Lipót matematikus
- Forgó Ferenc (1942-) közgazdász, matematikus, az MTA doktora
- Glits Márton agrármérnök, növényvédelmi szakember, egyetemi tanár
- Gruber Lajos csillagász
- Hoóz István demográfus, az MTA doktora, a PTE KTK alapító dékánja, rektorhelyettes
- Jobst Kázmér Széchenyi-díjas magyar orvos, vegyészmérnök, laboratóriumi szakorvos, egyetemi tanár, a Magyar Tudományos Akadémia rendes tagja
- Juhász Árpád, a hazai természettudományos ismeretterjesztés egyik legjelentősebb alakja
- Kassai József nyelvész, szótáríró, római katolikus pap; a magyar nyelv etimológiai kutatásának egyik úttörő alakja
- Kerese István kutató gyógyszerész, biokémikus
- Kevey Balázs botanikus
- Kollár János fizikus, főként a szilárdtestfizika kutatója
- Koltay Miklós gyermekgyógyász, egyetemi docens
- Lauber Dezső sportoló, építész
- Lénárd László orvos, neurobiológus, az MTA tagja
- Mansfeld Géza orvos, fiziológus, farmakológus, egyetemi tanár
- Millner Tivadar vegyészmérnök, az MTA tagja; az alaktartó volfrámszál kifejlesztője
- Móró Mária Anna történész, levéltáros
- Óvári Kelemen jogtörténész, kolozsvári egyetemi tanár, az MTA levelező tagja
- Rédey Katalin (1947-2025) statisztikus

- Rónaki László hidrogeológus
- Sarbak Gábor irodalomtörténész, kodikológus, a Szent István Társulat elnöke
- Szabó László Gyula gyógyszerész, egyetemi tanár
- Várkonyi Nándor író, művelődéstörténész
- Vastagh Zoltán neveléskutató, főigazgató, dékán

### Kultúra
- Abai Kálmán csendőrtiszt, a Hadak Útján című emigráns folyóirat szerkesztője.
- Babári Netti írónő
- Bacsó Zoltán Balázs Béla-díjas animációs operatőr
- Bágyi Balázs dzsessz-dobos, zeneszerző, zenepedagógus
- Bálint András színész
- Beleznay Endre színész
- Besenczi Árpád színész, színigazgató
- Bodó Pál újságíró, műfordító
- Bokor Péter filmrendező, író, történész, dramaturg
- Bornemissza Gergely deák, végvári vitéz, egri várkapitány
- Buday László statisztikus
- Czeke Sándor zenész, újságíró, író
- Czindery László császári és királyi udvari tanácsos, megyei főispán, mezőgazdasági szakíró, országgyűlési követ
- Csepregi János író, költő
- Csorba Győző Kossuth- és József Attila-díjas költő, műfordító
- Dobay András zeneszerző, mesejáték- és gitáriskola-író
- Eötvös József gitárművész
- Ernster Dezső operaénekes
- Farkas Roland zenész
- Fejér Tamás magyar filmrendező, egyetemi tanár
- Fekete Tivadar író, újságíró, műfordító
- Felcser Máté zenész
- Ferenczfy-Kovács Attila Kossuth-díjas építészmérnök, iparművész, díszlettervező, látványtervező
- Festetics Leó, a pesti Nemzeti Színház egykori igazgatója, zeneszerző
- Frank Adél iparművész, divattervező
- Frei Tamás újságíró, író, műsorvezető
- Gábor Jenő festőművész, grafikus
- Galsai Pongrác József Attila-díjas író
- Gere Attila magyar borász, Az év bortermelője cím kitüntetettje (1994)
- Gothár Péter filmrendező
- Gyarmathy Tihamér festőművész, grafikus
- Gyöngyössy Imre Balázs Béla-díjas filmrendező, író, költő, dramaturg és forgatókönyvíró
- Halász Gábor operatőr
- Horvay János szobrász
- Horváth Mária Balázs Béla-díjas magyar rajzfilmrendező, forgatókönyvíró
- Ibrahim Pecsevi magyar származású oszmán kori történész
- Illés Ilona bábművész, színésznő
- Jandó Jenő zongoraművész
- Keserü Ilona Kossuth-díjas festőművész
- Keszler Éva színésznő
- Kokas Katalin hegedű- és brácsaművész
- Kovács Zsuzsa Jászai Mari-díjas magyar színésznő
- Lantos Ferenc Kossuth-díjas magyar festő, grafikus, művészpedagógus
- Ligeti András karmester, hegedűművész
- Lomb Kató tolmács, nyelvzseni
- Littke család a pezsgőkészítés mellett a családból többen is fontos szerepet játszottak Pécs város polgári életében
- Lovasi András zenész
- Mehringer Marci magyar énekes, zenész, zeneszerző
- Mihalik Zoltán (1928-1999) költő, író, pedagógus, pedagógiai író
- Miroslav Krleža horvát író, költő, drámaszerző és esszéíró, a 20. századi horvát irodalom egyik legnagyobb alakja
- Molnár Farkas építész, grafikus, festőművész
- Muszty Bea zeneszerző, mesejáték- és gitáriskola-író
- Nemere István író, műfordító
- Orsós Anna (1972-) költő, író, festő
- Palcsó Sándor kétszeres Liszt Ferenc-díjas (1962, 1971) operaénekes (tenor), színész.
- Péchy Blanka színész, előadóművész
- Peitler István festőművész
- Petar Dobrović szerb festőművész és politikus.
- Pere János dalénekes, előadóművész, magánénektanár
- Pécsi Kiss Ágnes dalénekesnő
- Pozsgai Zsolt drámaíró, rendező
- Rudán Joe zenész
- Sárvári Diána színésznő
- Schóber Tamás karnagy, zeneszerző, énektanár
- Szabó Mónika karmester
- Székely László költő, előadóművész, könyvkiadó
- Szunyoghy András grafikusművész, festőművész
- Tarr Béla filmrendező
- Tillai Aurél Liszt Ferenc-díjas karnagy, zeneszerző
- Tomanek Nándor Jászai Mari-díjas magyar színművész, érdemes és kiváló művész
- Trom András Aranytoll-díjas magyar újságíró
- Victor Vasarely (születési nevén Vásárhelyi Győző) festőművész
- Vujity Tvrtko újságíró, riporter
- Vókó János színész
- Weber Kristóf zeneszerző, muzikográfus
- Zsámbéki Gábor rendező, a Budapesti Katona József Színház alapító tagja
- Zsolnay Vilmos keramikusművész
- Szabó Tibor Péter festőművész
- András Endre író, költő, újságíró (1918–1998)

### Sport
- Asztalos Lajos – sakknagymester
- Dárdai Pál – labdarúgó
- Dibusz Dénes – labdarúgó
- Gera Zoltán – labdarúgó
- Gulyás István – teniszező
- Horváth Péter – sakkozó, nemzetközi nagymester
- Hosszú Katinka – háromszoros világbajnok magyar gyors- és vegyes úszó, olimpikon
- Jakabos Zsuzsanna – rövid pályás Európa-bajnok magyar úszó, olimpikon
- Koczor Dezső - 1985. kick-box világbajnokság, bronz érem
- Petrov Anatolij úszó edző
- Mehlmann Ibolya – kézilabdázó
- Ranga László – magyar raliversenyző.
- Sáritz László – korcsolyázó
- Sors Tamás – kétszeres paralimpiai aranyérmes úszó
- Tass Olga – olimpiai bajnok tornász
- Toma Árpád – labdarúgó
- Tököli Attila – labdarúgó
- Zombori Sándor – labdarúgó

### Egyéb
- Ágoston György (1920–2012) pedagógus, egyetemi tanár
- Angyal László (1898-1980) építészmérnök, építészfelügyelő, országgyűlési képviselő
- Ballay Valér Ferdinánd Benedek-rendi pap, főapáthelyettes (1802–1885)
- Bornemissza Gergely végvári vitéz
- Hamerli János az első hazai kesztyűgyár alapítója
- Gerő Ödön (született Grünhut Ödön) mérnök, művészeti- és szépíró, újságíró
- Keresztes-Fischer Ferenc magyar belügyminiszter
- Lenkei Henrik (született Gutmann Henrik) főreáliskolai tanár, író, műfordító
- Lenkei Lajos, (született Gutmann Lajos)) magyar újságíró, író, lapszerkesztő
- Lenkei Zsigmond (született Guttmann Zsigmond) újságíró, a magyar filmsajtó egyik alapítója
- Mádl Dalma (született Némethy Dalma), Mádl Ferenc köztársasági elnök felesége
- Maximinus ügyvéd, Korzika és Szardínia helytartója a 4. században
- Mesz János (Falábú Jancsi) tüzérparancsnok, 56-os forradalmár
- Pilch Jenő katonatiszt, hadtörténész, katonai szakíró, az MTA tagja
- Rőder Vilmos honvédelmi miniszter
- Sólymos Gyula '56-os forradalmár
- Sólyom László jogász, köztársasági elnök
- Tarczay Ervin katona, az egyik legeredményesebb magyar harckocsizó a második világháborúban
- Tegzes László cserkészvezető, jogász, újságíró, országgyűlési képviselő
- Tilesch György MI szakértő
- Vertler Mátyás piarista szerzetes

## Pécsett éltek vagy élnek
Nem pécsi születésű, de élete során huzamosabb ideig Pécsett élő közismert személyek:

### Tudomány
- Ádám Antal (jogász) – jogász, egyetemi tanár, alkotmánybíró
- Andrásfalvy Bertalan – miniszter, etnográfus
- Bachman Zoltán – Kossuth- és Ybl Miklós-díjas építész (egyetemi tanár, PTE PMMK építész tanszékének vezetője)
- Bélyácz Iván közgazdász, egyetemi tanár, az MTA rendes tagja
- Entz Béla – világhírű patológus, orvosprofesszor
- Gálszécsy András – jogász
- Gömöry János – építész
- Hübner Mátyás – Ybl-díjas építész, várostervező
- Méhes Károly – orvos, genetikus
- Németh-Csóka Mihály – orvos, biokémikus
- Papp Lajos – szívsebész professzor
- Rapai Ágnes – költő, író
- Rauss Károly – Kossuth-díjas orvosprofesszor, a mikrobiológia nemzetközi tekintélye
- Romhányi György – a molekuláris patológia kiemelkedő egyénisége, orvosprofesszor
- Romváry Ferenc – művészettörténész
- Rédey Katalin (1947-2025) statisztikus
- Sipos Béla közgazdász, egyetemi tanár, Pécsi Tudományegyetem rektorhelyettese (1997-2007)
- Tillai Ernő – építész, fotóművész
- Tóth Zoltán – Ybl-díjas építész, egyetemi tanár

### Kultúra
- Angster József – orgonagyártó
- Babits Mihály – író, költő, műfordító
- Bagossy László – Jászai Mari-díjas színházrendező, író
- Bagossy Levente – Jászai Mari-díjas díszlettervező, grafikus
- Balikó Tamás – színész, rendező, színigazgató
- Bársony György – szobrász
- Bertók László – Kossuth-díjas költő, író
- Blattner Géza – festőművész
- Fábry Sándor – humorista
- Farkas Roland – zenész
- Felcser Máté – zenész
- Gyüdi Sándor – karmester, színigazgató
- Hagymási Bálint – humanista költő
- Janus Pannonius – költő
- Kertész Mihály – Oscar-díjas filmrendező
- Kispál András – zenész
- Kodály Zoltán – zeneszerző, népzenekutató
- Kodolányi János – író
- Kulka János – színész
- Lang Györgyi – énekesnő
- Maros Rudolf – zeneszerző
- Martyn Ferenc – szobrász, festőművész
- Munkácsy Mihály – festőművész
- Neszmélyi Miklós – festőművész
- Pákolitz István – költő
- Rabb József – magyarnóta-énekes
- Szabó Éva – keramikus, porcelántervező művész
- Széplaky Endre – színész
- Takács Jenő – zeneszerző
- Vári Éva- színésznő
- Weöres Sándor – költő
- Wusching Konrád Pál – karnagy, zeneszerző és publicista.

### Sport
- Abay Nemes Oszkár – úszóbajnok, ügyvéd
- Bárány István – úszó
- Pásztory Dóra – paralimpiai aranyérmes úszó
- Róth Antal – labdarúgó

### Egyéb
- Balásfy Tamás – püspök
- Beniczky János Károly – pécsi kanonok
- Calanus Coelius – püspök
- Cserháti József – püspök
- Dávid Ibolya – politikus
- Dávid Pál – püspök
- Dudith András – püspök
- Ergelics Ferenc – főpap
- Esterházy László Pál – püspök
- Gyurcsány Ferenc – miniszterelnök
- Hetyey Sámuel – püspök
- Hoffmann Károly – asztalosmester
- Király József püspök.
- Klimó György – püspök
- Radonay Mátyás Ignác – püspök
- Raile Jakab – jezsuita páter
- Scitovszky János – bíboros, hercegprímás
- Szent Mór – püspök
- Szepesy Ignác – püspök
- Szili Katalin – politikus, az Országgyűlés elnöke
- Telegdi Miklós – püspök, egyházi író
- Toller László – pécsi polgármester
- Verancsics Antal – püspök
- Vitéz János – püspök